# Уклештени меандар
Уклештени меандар је меандар чија речна долина у попречном профилу има карактер клисуре или кањона.
Уклештени меандри представљају изузетан пример наглог појачања вертикалне флувијалне ерозије. Наиме, река је некада била развијена на знатно вишем нивоу, где је имала нормалну долину, са широким дном, по којем је мигрирала и слободно формирала меандре. Услед наглог појачања вертикалне ерозије, река није имала времена да исправи своје корито. Усецање је настављено по меандру, па је тај део долине добио карактер клисуре. 